# Xanthorhoe wellsi
Xanthorhoe wellsi là một loài bướm đêm trong họ Geometridae.